# Liste der Nummer-eins-Hits in den britischen Charts (1991)
Dies ist eine Liste der Nummer-eins-Hits in den britischen Charts im Jahr 1991. Sie basiert auf den Official Singles Chart Top 75 und den Albums Chart Top 75, die vom Chart Information Network ermittelt wurden. Es gab in diesem Jahr 17 Nummer-eins-Singles und 24 Nummer-eins-Alben.

## Singles
| ← 1990 ← | Liste der Nummer-eins-Hits in den britischen Charts | Liste der Nummer-eins-Hits in den britischen Charts | Liste der Nummer-eins-Hits in den britischen Charts | 1992 →                    |
| \| Zeitraum \| Wo. ges. \| Interpret \| Titel Autor(en) \| Zusätzliche Informationen \| \| (Zeitraum, Wochen auf Platz eins, Interpret, Titel, Autor[en], zusätzliche Informationen) \| \| \| \| \| \| ----------------------------------------------------------------------------------------- \| -------- \| -------------------------------------------- \| --------------------------------------------------- \| ------------------------- \| \| 30. Dezember 1990 – 12. Januar 1991 2 Wochen \| 2 \| Iron Maiden \| Bring Your Daughter… to the Slaughter \| – \| \| 13. Januar 1991 – 19. Januar 1991 1 Woche \| 1 \| Enigma \| Sadeness (Part I) \| – \| \| 20. Januar 1991 – 26. Januar 1991 1 Woche \| 1 \| Queen \| Innuendo \| – \| \| 27. Januar 1991 – 9. Februar 1991 2 Wochen \| 2 \| The KLF feat. The Children of the Revolution \| 3 a.m. Eternal \| – \| \| 10. Februar 1991 – 2. März 1991 3 Wochen \| 3 \| Bart Simpson \| Do the Bartman \| – \| \| 3. März 1991 – 16. März 1991 2 Wochen \| 2 \| The Clash \| Should I Stay or Should I Go \| – \| \| 17. März 1991 – 23. März 1991 1 Woche \| 1 \| Hale & Pace & the Stonkers \| The Stonk \| – \| \| 24. März 1991 – 27. April 1991 5 Wochen \| 5 \| Chesney Hawkes \| The One and Only \| – \| \| 28. April 1991 – 1. Juni 1991 5 Wochen \| 5 \| Cher \| The Shoop Shoop Song (It’s in His Kiss) \| – \| \| 2. Juni 1991 – 22. Juni 1991 3 Wochen \| 3 \| Color Me Badd \| I Wanna Sex You Up \| – \| \| 23. Juni 1991 – 6. Juli 1991 2 Wochen \| 2 \| Jason Donovan \| Any Dream Will Do \| – \| \| 7. Juli 1991 – 26. Oktober 1991 16 Wochen \| 16 \| Bryan Adams \| (Everything I Do) I Do It For You \| – \| \| 27. Oktober 1991 – 2. November 1991 1 Woche \| 1 \| U2 \| The Fly \| – \| \| 3. November 1991 – 16. November 1991 2 Wochen \| 2 \| Vic Reeves & the Wonder Stuff \| Dizzy \| – \| \| 17. November 1991 – 30. November 1991 2 Wochen \| 2 \| Michael Jackson \| Black or White \| – \| \| 1. Dezember 1991 – 14. Dezember 1991 2 Wochen \| 2 \| George Michael feat. Elton John \| Don’t Let the Sun Go Down on Me \| – \| \| 15. Dezember 1991 – 18. Januar 1992 5 Wochen \| 5 \| Queen \| Bohemian Rhapsody / These Are the Days of Our Lives \| – \| |                                                     |                                                     |                                                     |                           |
| ← 1990 |                                                     |                                                     |                                                     | → 1992 →                  |
| Zeitraum | Wo. ges.                                            | Interpret                                           | Titel Autor(en)                                     | Zusätzliche Informationen |
| (Zeitraum, Wochen auf Platz eins, Interpret, Titel, Autor[en], zusätzliche Informationen) |                                                     |                                                     |                                                     |                           |
| 30. Dezember 1990 – 12. Januar 1991 2 Wochen | 2                                                   | Iron Maiden                                         | Bring Your Daughter… to the Slaughter               | –                         |
| 13. Januar 1991 – 19. Januar 1991 1 Woche | 1                                                   | Enigma                                              | Sadeness (Part I)                                   | –                         |
| 20. Januar 1991 – 26. Januar 1991 1 Woche | 1                                                   | Queen                                               | Innuendo                                            | –                         |
| 27. Januar 1991 – 9. Februar 1991 2 Wochen | 2                                                   | The KLF feat. The Children of the Revolution        | 3 a.m. Eternal                                      | –                         |
| 10. Februar 1991 – 2. März 1991 3 Wochen | 3                                                   | Bart Simpson                                        | Do the Bartman                                      | –                         |
| 3. März 1991 – 16. März 1991 2 Wochen | 2                                                   | The Clash                                           | Should I Stay or Should I Go                        | –                         |
| 17. März 1991 – 23. März 1991 1 Woche | 1                                                   | Hale & Pace & the Stonkers                          | The Stonk                                           | –                         |
| 24. März 1991 – 27. April 1991 5 Wochen | 5                                                   | Chesney Hawkes                                      | The One and Only                                    | –                         |
| 28. April 1991 – 1. Juni 1991 5 Wochen | 5                                                   | Cher                                                | The Shoop Shoop Song (It’s in His Kiss)             | –                         |
| 2. Juni 1991 – 22. Juni 1991 3 Wochen | 3                                                   | Color Me Badd                                       | I Wanna Sex You Up                                  | –                         |
| 23. Juni 1991 – 6. Juli 1991 2 Wochen | 2                                                   | Jason Donovan                                       | Any Dream Will Do                                   | –                         |
| 7. Juli 1991 – 26. Oktober 1991 16 Wochen | 16                                                  | Bryan Adams                                         | (Everything I Do) I Do It For You                   | –                         |
| 27. Oktober 1991 – 2. November 1991 1 Woche | 1                                                   | U2                                                  | The Fly                                             | –                         |
| 3. November 1991 – 16. November 1991 2 Wochen | 2                                                   | Vic Reeves & the Wonder Stuff                       | Dizzy                                               | –                         |
| 17. November 1991 – 30. November 1991 2 Wochen | 2                                                   | Michael Jackson                                     | Black or White                                      | –                         |
| 1. Dezember 1991 – 14. Dezember 1991 2 Wochen | 2                                                   | George Michael feat. Elton John                     | Don’t Let the Sun Go Down on Me                     | –                         |
| 15. Dezember 1991 – 18. Januar 1992 5 Wochen | 5                                                   | Queen                                               | Bohemian Rhapsody / These Are the Days of Our Lives | –                         |

## Alben
| ← 1990 ← | Liste der Nummer-eins-Hits in den britischen Charts | Liste der Nummer-eins-Hits in den britischen Charts | Liste der Nummer-eins-Hits in den britischen Charts | 1992 →                    |
| \| Zeitraum \| Wo. ges. \| Interpret \| Titel \| Zusätzliche Informationen \| \| (Zeitraum, Wochen auf Platz eins, Interpret, Titel, zusätzliche Informationen) \| \| \| \| \| \| ------------------------------------------------------------------------------ \| -------- \| ----------------- \| -------------------------------------------- \| ------------------------- \| \| 18. November 1990 – 19. Januar 1991 9 Wochen \| 9 \| Madonna \| The Immaculate Collection \| – \| \| 20. Januar 1991 – 26. Januar 1991 1 Woche \| 1 \| Enigma \| MCMXC a.D. \| – \| \| 27. Januar 1991 – 2. Februar 1991 1 Woche \| 1 \| Sting \| The Soul Cages \| – \| \| 3. Februar 1991 – 9. Februar 1991 1 Woche \| 1 \| Jesus Jones \| Doubt \| – \| \| 10. Februar 1991 – 23. Februar 1991 2 Wochen \| 2 \| Queen \| Innuendo \| – \| \| 24. Februar 1991 – 2. März 1991 1 Woche \| 1 \| Oleta Adams \| Circle of One \| – \| \| 3. März 1991 – 9. März 1991 1 Woche \| 1 \| Chris Rea \| Auberge \| – \| \| 10. März 1991 – 16. März 1991 1 Woche \| 1 \| The Farm \| Spartacus \| – \| \| 17. März 1991 – 23. März 1991 1 Woche \| 1 \| R.E.M. \| Out of Time \| – \| \| 24. März 1991 – 25. Mai 1991 9 Wochen (insgesamt 10) \| 10 \| Eurythmics \| Greatest Hits \| – \| \| 26. Mai 1991 – 15. Juni 1991 3 Wochen \| 3 \| Seal \| Seal \| – \| \| 16. Juni 1991 – 22. Juni 1991 1 Woche (insgesamt 10) \| 10 \| Eurythmics \| Greatest Hits \| – \| \| 23. Juni 1991 – 3. August 1991 6 Wochen \| 6 \| Cher \| Love Hurts \| – \| \| 4. August 1991 – 17. August 1991 2 Wochen \| 2 \| Pavarotti \| The Essential 2 \| – \| \| 18. August 1991 – 24. August 1991 1 Woche \| 1 \| Metallica \| Metallica \| – \| \| 25. August 1991 – 7. September 1991 2 Wochen \| 2 \| London Stage Cast \| Joseph and the Amazing Technicolor Dreamcoat \| – \| \| 8. September 1991 – 14. September 1991 1 Woche \| 1 \| Paul Young \| From Time to Time - The Singles Collection \| – \| \| 15. September 1991 – 21. September 1991 1 Woche \| 1 \| Dire Straits \| On Every Street \| – \| \| 22. September 1991 – 28. September 1991 1 Woche \| 1 \| Guns n’ Roses \| Use Your Illusion 2 \| – \| \| 29. September 1991 – 5. Oktober 1991 1 Woche \| 1 \| Bryan Adams \| Waking Up the Neighbours \| – \| \| 6. Oktober 1991 – 19. Oktober 1991 2 Wochen (insgesamt 12) \| 12 \| Simply Red \| Stars \| – \| \| 20. Oktober 1991 – 26. Oktober 1991 1 Woche \| 1 \| Erasure \| Chorus \| – \| \| 27. Oktober 1991 – 2. November 1991 1 Woche (insgesamt 12) \| 12 \| Simply Red \| Stars \| – \| \| 3. November 1991 – 9. November 1991 1 Woche (insgesamt 5) \| 5 \| Queen \| Greatest Hits II \| – \| \| 10. November 1991 – 16. November 1991 1 Woche \| 1 \| Enya \| Shepherd Moons \| – \| \| 17. November 1991 – 23. November 1991 1 Woche (insgesamt 2) \| 2 \| Genesis \| We Can’t Dance \| – \| \| 24. November 1991 – 30. November 1991 1 Woche \| 1 \| Michael Jackson \| Dangerous \| – \| \| 1. Dezember 1991 – 28. Dezember 1991 4 Wochen (insgesamt 5) \| 5 \| Queen \| Greatest Hits II \| – \| \| 29. Dezember 1991 – 1. Februar 1992 5 Wochen (insgesamt 12) \| 12 \| Simply Red \| Stars \| – \| |                                                     |                                                     |                                                     |                           |
| ← 1990 |                                                     |                                                     |                                                     | → 1992 →                  |
| Zeitraum | Wo. ges.                                            | Interpret                                           | Titel                                               | Zusätzliche Informationen |
| (Zeitraum, Wochen auf Platz eins, Interpret, Titel, zusätzliche Informationen) |                                                     |                                                     |                                                     |                           |
| 18. November 1990 – 19. Januar 1991 9 Wochen | 9                                                   | Madonna                                             | The Immaculate Collection                           | –                         |
| 20. Januar 1991 – 26. Januar 1991 1 Woche | 1                                                   | Enigma                                              | MCMXC a.D.                                          | –                         |
| 27. Januar 1991 – 2. Februar 1991 1 Woche | 1                                                   | Sting                                               | The Soul Cages                                      | –                         |
| 3. Februar 1991 – 9. Februar 1991 1 Woche | 1                                                   | Jesus Jones                                         | Doubt                                               | –                         |
| 10. Februar 1991 – 23. Februar 1991 2 Wochen | 2                                                   | Queen                                               | Innuendo                                            | –                         |
| 24. Februar 1991 – 2. März 1991 1 Woche | 1                                                   | Oleta Adams                                         | Circle of One                                       | –                         |
| 3. März 1991 – 9. März 1991 1 Woche | 1                                                   | Chris Rea                                           | Auberge                                             | –                         |
| 10. März 1991 – 16. März 1991 1 Woche | 1                                                   | The Farm                                            | Spartacus                                           | –                         |
| 17. März 1991 – 23. März 1991 1 Woche | 1                                                   | R.E.M.                                              | Out of Time                                         | –                         |
| 24. März 1991 – 25. Mai 1991 9 Wochen (insgesamt 10) | 10                                                  | Eurythmics                                          | Greatest Hits                                       | –                         |
| 26. Mai 1991 – 15. Juni 1991 3 Wochen | 3                                                   | Seal                                                | Seal                                                | –                         |
| 16. Juni 1991 – 22. Juni 1991 1 Woche (insgesamt 10) | 10                                                  | Eurythmics                                          | Greatest Hits                                       | –                         |
| 23. Juni 1991 – 3. August 1991 6 Wochen | 6                                                   | Cher                                                | Love Hurts                                          | –                         |
| 4. August 1991 – 17. August 1991 2 Wochen | 2                                                   | Pavarotti                                           | The Essential 2                                     | –                         |
| 18. August 1991 – 24. August 1991 1 Woche | 1                                                   | Metallica                                           | Metallica                                           | –                         |
| 25. August 1991 – 7. September 1991 2 Wochen | 2                                                   | London Stage Cast                                   | Joseph and the Amazing Technicolor Dreamcoat        | –                         |
| 8. September 1991 – 14. September 1991 1 Woche | 1                                                   | Paul Young                                          | From Time to Time - The Singles Collection          | –                         |
| 15. September 1991 – 21. September 1991 1 Woche | 1                                                   | Dire Straits                                        | On Every Street                                     | –                         |
| 22. September 1991 – 28. September 1991 1 Woche | 1                                                   | Guns n’ Roses                                       | Use Your Illusion 2                                 | –                         |
| 29. September 1991 – 5. Oktober 1991 1 Woche | 1                                                   | Bryan Adams                                         | Waking Up the Neighbours                            | –                         |
| 6. Oktober 1991 – 19. Oktober 1991 2 Wochen (insgesamt 12) | 12                                                  | Simply Red                                          | Stars                                               | –                         |
| 20. Oktober 1991 – 26. Oktober 1991 1 Woche | 1                                                   | Erasure                                             | Chorus                                              | –                         |
| 27. Oktober 1991 – 2. November 1991 1 Woche (insgesamt 12) | 12                                                  | Simply Red                                          | Stars                                               | –                         |
| 3. November 1991 – 9. November 1991 1 Woche (insgesamt 5) | 5                                                   | Queen                                               | Greatest Hits II                                    | –                         |
| 10. November 1991 – 16. November 1991 1 Woche | 1                                                   | Enya                                                | Shepherd Moons                                      | –                         |
| 17. November 1991 – 23. November 1991 1 Woche (insgesamt 2) | 2                                                   | Genesis                                             | We Can’t Dance                                      | –                         |
| 24. November 1991 – 30. November 1991 1 Woche | 1                                                   | Michael Jackson                                     | Dangerous                                           | –                         |
| 1. Dezember 1991 – 28. Dezember 1991 4 Wochen (insgesamt 5) | 5                                                   | Queen                                               | Greatest Hits II                                    | –                         |
| 29. Dezember 1991 – 1. Februar 1992 5 Wochen (insgesamt 12) | 12                                                  | Simply Red                                          | Stars                                               | –                         |

Die Angaben basieren auf den offiziellen Verkaufshitparaden des Chart Information Networks für das Vereinigte Königreich. Die Datumsangaben beziehen sich auf das Gültigkeitsdatum der Charts, also jeweils die auf die Verkaufswoche folgende Woche.

## Jahreshitparaden
| ← 1990 ← | Liste der Nummer-eins-Hits in den britischen Charts | Liste der Nummer-eins-Hits in den britischen Charts   | Liste der Nummer-eins-Hits in den britischen Charts | 1992 →   |
| \| Singles \| Position# \| Alben \| \| --------------------------------------------------------- \| --------- \| ----------------------------------------------------- \| \| (Everything I Do) I Do It For You Bryan Adams \| 1 \| Stars Simply Red \| \| Bohemian Rhapsody / These Are the Days of Our Lives Queen \| 2 \| Greatest Hits Eurythmics \| \| The Shoop Shoop Song (It’s in His Kiss) Cher \| 3 \| Greatest Hits II Queen \| \| I’m Too Sexy Right Said Fred \| 4 \| Dangerous Michael Jackson \| \| Any Dream Will Do Jason Donovan \| 5 \| Simply the Best Tina Turner \| \| The One and Only Chesney Hawkes \| 6 \| Out of Time R.E.M. \| \| Do the Bartman Bart Simpson \| 7 \| Time, Love and Tenderness Michael Bolton \| \| Dizzy Vic Reeves & the Wonder Stuff \| 8 \| The Immaculate Collection Madonna \| \| Insanity Oceanic \| 9 \| From Time to Time - The Singles Collection Paul Young \| \| Get Ready for This 2 Unlimited \| 10 \| Love Hurts Cher \| |                                                     |                                                       |                                                     |          |
| ← 1990 |                                                     |                                                       |                                                     | → 1992 → |
| Singles | Position#                                           | Alben                                                 |                                                     |          |
| (Everything I Do) I Do It For You Bryan Adams | 1                                                   | Stars Simply Red                                      |                                                     |          |
| Bohemian Rhapsody / These Are the Days of Our Lives Queen | 2                                                   | Greatest Hits Eurythmics                              |                                                     |          |
| The Shoop Shoop Song (It’s in His Kiss) Cher | 3                                                   | Greatest Hits II Queen                                |                                                     |          |
| I’m Too Sexy Right Said Fred | 4                                                   | Dangerous Michael Jackson                             |                                                     |          |
| Any Dream Will Do Jason Donovan | 5                                                   | Simply the Best Tina Turner                           |                                                     |          |
| The One and Only Chesney Hawkes | 6                                                   | Out of Time R.E.M.                                    |                                                     |          |
| Do the Bartman Bart Simpson | 7                                                   | Time, Love and Tenderness Michael Bolton              |                                                     |          |
| Dizzy Vic Reeves & the Wonder Stuff | 8                                                   | The Immaculate Collection Madonna                     |                                                     |          |
| Insanity Oceanic | 9                                                   | From Time to Time - The Singles Collection Paul Young |                                                     |          |
| Get Ready for This 2 Unlimited | 10                                                  | Love Hurts Cher                                       |                                                     |          |